# ストレンジドーン
『ストレンジドーン』（STRANGE DAWN）は、佐藤順一原作による日本のテレビアニメ作品。全13話。

## 概要
本作は、2000年7月11日から同年9月26日にかけてWOWOWにて毎週火曜に18時30分枠において13話が放送されたテレビアニメ。ノンスクランブル放送。アニメの見出しのタイトルは“STRANGE DAWN”。キッズステーション、AT-Xなどでも放送された。
ごく普通の女子高生二人が、見知らぬ異世界に召喚され、国と国との戦乱に巻き込まれながらも奮闘するという内容。

## あらすじ
広大な荒地をあても無く歩き続ける2人の女子高生。そこへ弓を持つ小人が襲い掛かってくる。
しかし、危機一髪のところで別の小人に助けられ、村へと案内される。小人たちが言うには、2人は国々の戦乱を治めるために召喚された魔人様であると聞かされる。
意味のわからない状況に取り乱すが、元の世界に戻る旅の中で心境が変化していく。

## 登場人物
奈津野 エリ（なつの エリ）
声 - 榎本祥子
16歳。おっとりした性格でやや世間知らず。心配性のためか、住人には協力的である。口癖は「ってゆーか」。黒髪で大きなリボンが特徴。
宮部 ユコ（みやべ ユコ）
声 - 清水香里
16歳。自分勝手で協調性が無く、いつもやる気の無いそぶりを見せるが、実は色々考えている。小人を「ちびっこ」と呼ぶ。奈津野とは同じクラスだが、特に仲がいいわけではない。茶髪で胸元にはネックレス。
シャル
声 - 伊藤健太郎
18歳。グリアニアの騎士、第7辺境警備隊隊長。真面目で正義感の強い青年。相手の気持ちに鈍感。
レカ
声 - 佐久間紅美
16歳。村長の娘。強気な性格で、周りにきつくあたる。魔人に懐疑的である。シャルに恋心を抱く。アホ毛が特徴。
マニ
声 - 石塚理恵
16歳。レカの友人。冷静な判断力を持つ。ダールのことが気になっていたが、シャルのことが好きになる。オールバックのツインテール。
シュラ
声 - 根本泰彦
25歳。シャルの兄。グリアニア王の近衛兵。
ベレー
声 - 岩田光央
17歳。自分に厳しい軍人。ユコのことが好き。
ダール
声 - 千葉進歩
17歳。第7辺境警備隊副隊長。キザな性格。レカに想いを抱くも、かなり嫌われている。
レビアン
声 - 勝生真沙子
23歳。ティングルのゲリラの長。強い信念を持つ女性。
ヂョーグ
声 - 川本克彦
20歳。明るい性格で、周りを励まそうとする。
アリラ王女（アリラおうじょ）
声 - 白鳥由里
2人を呼び出したグリアニア王女。魔術が扱える。シャルに想いを寄せていた。バルジ団派にさらわれてしまったが、このことは公表されていない。

## 用語・設定
異世界
小人の住む世界。原始的な生活を送っている。主な移動手段はやや大きめの昆虫や両生類に似た生き物など。ちなみに、靴を脱いで足先を見せるということは非常にハレンチな行為である。
小人
異世界の住人。成人でも身長は人と比べてかなり小さい。なぜか日本語をしゃべる。
ベルゼーグル
小さく貧しい村。ティングルにある。
バルジダン
ベルゼーグルの村を襲う強硬派の集団。
グリアニア
大きな王朝。
ティングル
グリアニアの属国。

## スタッフ
- 企画・原作 - 佐藤順一、ハルフィルムメーカー
- 総監督 - 佐藤順一
- 監督 - 河本昇悟
- シリーズ構成・脚本 - 横手美智子
- キャラクターデザイン - 山下明彦
- 総作画監督 - 小林明美
- 美術監督 - 田尻健一
- 色彩設計 - 國音邦生
- 撮影監督 - 林康次郎
- 編集 - 西山茂
- 音楽 - 和田薫
- 制作プロデューサー - 川瀬浩平
- プロデューサー - 春田克典、関戸雄一
- アニメーション制作 - ハルフィルムメーカー
- 製作 - 「STRANGE DAWN」製作委員会

## 主題歌
オープニングテーマ「空へ」
作詞 - 松井五郎 / 作曲・編曲 - 和田薫 / 歌 - 河井英里
エンディングテーマ「メロディーに…」
作詞 - 木本慶子 / 作曲・編曲 - 和田薫 / 歌 - 榎本祥子&清水香里
挿入歌「Moon Dance」（第5話）
作詞・歌 - 河井英里 / 作曲・編曲 - 和田薫

## 各話リスト
各話のサブタイトルは、第1話を除き、有名なオペラのアリアの題名をそのまま用いている。ただし、そのアリアと各話の内容には、直接的な関連は必ずしも意図されていない。
| 話 | 放送日         | サブタイトル             | 絵コンテ   | 演出              | 作画監督          |
| -- | -------------- | ------------------------ | ---------- | ----------------- | ----------------- |
| 1  | 2000年 7月11日 | 目覚めよと呼ぶ声が聞こえ | 佐藤順一   | 佐藤順一          | 下笠美穂          |
| 2  | 7月18日        | あたりは沈黙に閉ざされ   | 河本昇悟   | 河本昇悟          | 小林明美 服部一郎 |
| 3  | 7月25日        | いつかのような暗い夜に   | 藤本義孝   | 藤本義孝          | 赤田信人          |
| 4  | 8月1日         | 空が急にかげったように   | 河本昇悟   | 山口美浩          | 追崎史敏          |
| 5  | 8月8日         | 森を過ぎ、野を越えて     | 島崎奈々子 | 島崎奈々子        | 近藤高光          |
| 6  | 8月22日        | 抜け目のない狩人は       | 原博       | 小高義規          | 柳瀬雄之          |
| 7  | 8月22日        | 誰も寝てはならぬ         | 高谷浩利   | 高谷浩利          | 赤田信人          |
| 8  | 8月29日        | やさしい夕星よ           | 山下明彦   | 鎌仲史陽          | 岩井優器          |
| 9  | 9月5日         | 憐れみも、誉れも、愛も   | 真野玲     | 真野玲            | 飯島秀一          |
| 10 | 9月12日        | 消え去れ、やさしい面影よ | 河本昇悟   | 小高義規          | 柳瀬雄之          |
| 11 | 9月19日        | 苦い喜び、甘い責め苦を   | 藤本義孝   | 藤本義孝          | 追崎史敏          |
| 12 | 9月26日        | さしのぼる太陽よ         | 島崎奈々子 | 島崎奈々子        | 赤田信人          |
| 13 | 9月26日        | あなたの声に心はひらく   | 山下明彦   | 佐藤順一 河本昇悟 | 小林明美 赤田信人 |

## 小説
石崎洋司による小説「ストレンジドーンSP」。アニメ版のノベライズではなく、完全なオリジナル作品。

## 漫画
美夜川はじめによる漫画化作品。月刊誌『ヤングキングアワーズ』（少年画報社）にて連載された。